# Honduras hadereje
Honduras hadereje a szárazföldi erőkből, a légierőből és a haditengerészetből áll.

## Fegyveres erők létszáma
- Aktív: 8300 fő
- Tartalékos: 60 000 fő

## Szárazföldi erők
Létszám
5500 fő
Állomány
- 4 gyalog dandár
- 1 kisegítő csoport
- 1 páncélos felderítő ezred
- 1 műszaki zászlóalj

Tartalék
- 1 gyalog dandár

Felszerelés
- 12 db közepes harckocsi (Scorpion)
- 67 db felderítő harcjármű
- 28 db vontatásos tüzérségi löveg

## Légierő
Létszám
1800 fő
Állomány
- 2 közvetlen támogató század

Felszerelés
- 49 db harci repülőgép (F–5)
- 12 db szállító repülőgép
- 16 db szállító helikopter

## Haditengerészet
Létszám
1000 fő
Hadihajók
- 10 db járőrhajó

Tengerészgyalogság
- 3 század